# Wymiana klucza
Wymiana klucza jest metodą szyfrowania, za pomocą którego klucze kryptograficzne są wymieniane pomiędzy użytkownikami, co umożliwia korzystanie z kryptograficznego algorytmu.
Jeśli nadawca i odbiorca chcą wymienić zaszyfrowane wiadomości, każdy z nich musi być wyposażony w szyfr wiadomości do wysłania i odszyfrowania wiadomości. Rodzaj zaszyfrowania ich zależy od techniki szyfrowania, z których mogą korzystać. Jeśli oni używają kodu, obydwaj będą potrzebowali kopii tego samego kodu. Jeśli używają szyfru, będą potrzebowali odpowiednich kluczy. Jeśli szyfr jest kluczem symetrycznym, oboje będą potrzebowali kopii tego samego klucza. Jeśli szyfr jest asymetryczny z kluczem publicznym/prywatnym, oboje będą potrzebowali innego klucza publicznego.

## Problemy wymiany klucza
Problemem w wymianie kluczy jest sposób wysyłania kluczy lub innych ważnych informacji, aby osoby trzecie nie miał dostępu do kopii. Zazwyczaj wymaga to zaufanych kurierów lub jakiegoś innego bezpiecznego kanału. Wraz z pojawieniem się algorytmów szyfru klucza publicznego/prywatnego, klucz szyfrowania może być podany do wiadomości publicznej, ponieważ nikt bez klucza deszyfrującego nie może odszyfrować wiadomości.

### Identyfikacja
W zasadzie jedynym problemem jest, żeby klucz publiczny faktycznie należał do jego właściciela. Ponieważ możliwe jest "sfałszowanie" innego dowodu tożsamości jednym z kilku sposobów. Nie jest to banalny lub łatwy do rozwiązania problem. Szczególnie, gdy dwóch użytkowników nigdy się ze sobą nie spotkali i nic nie wiedzą o sobie nawzajem.

### Wymiana klucza Diffiego-Hellmana
W 1976 Whitfield Diffie i Martin Hellman opublikowali Protokół Diffiego-Hellmana, który pozwalał użytkownikom na wymianę kluczy przy użyciu niezaufanych kanałów transmisji, w których dane mogą być podsłuchiwane. Wymiana klucza Diffiego–Hellmana nie odnosił się jednak do problemu o rzeczywistej tożsamości osoby i jest podatna na atak man in the middle.

### Infrastruktura klucza publicznego
Infrastruktura kluczy publicznych zostały zaproponowane jako sposób rozwiązania problemu o uwierzytelnianiu tożsamości. Najbardziej typowym zastosowaniem jest, że każdy użytkownik składa aplikacje do urzędu certyfikacji po certyfikat cyfrowy, który służy innym użytkownikom jako sposób na uwierzytelnienie tożsamości.
Kilka państw i inne jurysdykcje mają regulacje prawne lub wydane rozporządzenia zachęcające PKI, dając moc prawną do tych certyfikatów cyfrowych. Wiele komercyjnych firm oraz kilka instytucji rządowych utworzyły takie urzędy certyfikacji. Verisign jest najbardziej wyróżniającym się przedsiębiorstwem.
Dla takich rzeczy te rozwiązania są najlepiej traktowane jako elektroniczne adnotacje notarialne, że przypisany klucz należy do jednego użytkownika. Podobnie jak w przypadku potwierdzeń notarialnych, możliwe są błędy i nieporozumienia w poręczeniach.

### Hasło autoryzacji klucza
Algorytmy hasła autoryzacji kluczy mogą wykonać operacje kryptograficzne wymiany klucza, wykorzystując znajomość hasła użytkownika.

## Przyszłość
Problem wymiany kluczy nie został jeszcze rozwiązany. W szczególności nie został jeszcze rozwiązany dla sytuacji, gdzie dwóch nieznanych użytkowników próbuje komunikować się elektronicznie, jak na przykład w handlu elektronicznym.